# Woodland (Míchigan)
Woodland es una villa ubicada en el condado de Barry en el estado estadounidense de Míchigan. En el Censo de 2010 tenía una población de 425 habitantes y una densidad poblacional de 0,2 personas por km².

## Geografía
Woodland se encuentra ubicada en las coordenadas 42°43′38″N 85°8′7″O / 42.72722, -85.13528. Según la Oficina del Censo de los Estados Unidos, Woodland tiene una superficie total de 2110.84 km², de la cual 2110.83 km² corresponden a tierra firme y (0%) 0 km² es agua.

## Demografía
Según el censo de 2010, había 425 personas residiendo en Woodland. La densidad de población era de 0,2 hab./km². De los 425 habitantes, Woodland estaba compuesto por el 96.94% blancos, el 0.24% eran afroamericanos, el 0% eran amerindios, el 0.24% eran asiáticos, el 0% eran isleños del Pacífico, el 1.88% eran de otras razas y el 0.71% pertenecían a dos o más razas. Del total de la población el 3.76% eran hispanos o latinos de cualquier raza.